# Saint-Léonard (Svizzera)
Saint-Léonard (toponimo francese; in tedesco Sankt Leonhard, desueto) è un comune svizzero di 2 263 abitanti del Canton Vallese, nel distretto di Sierre.

## Geografia fisica

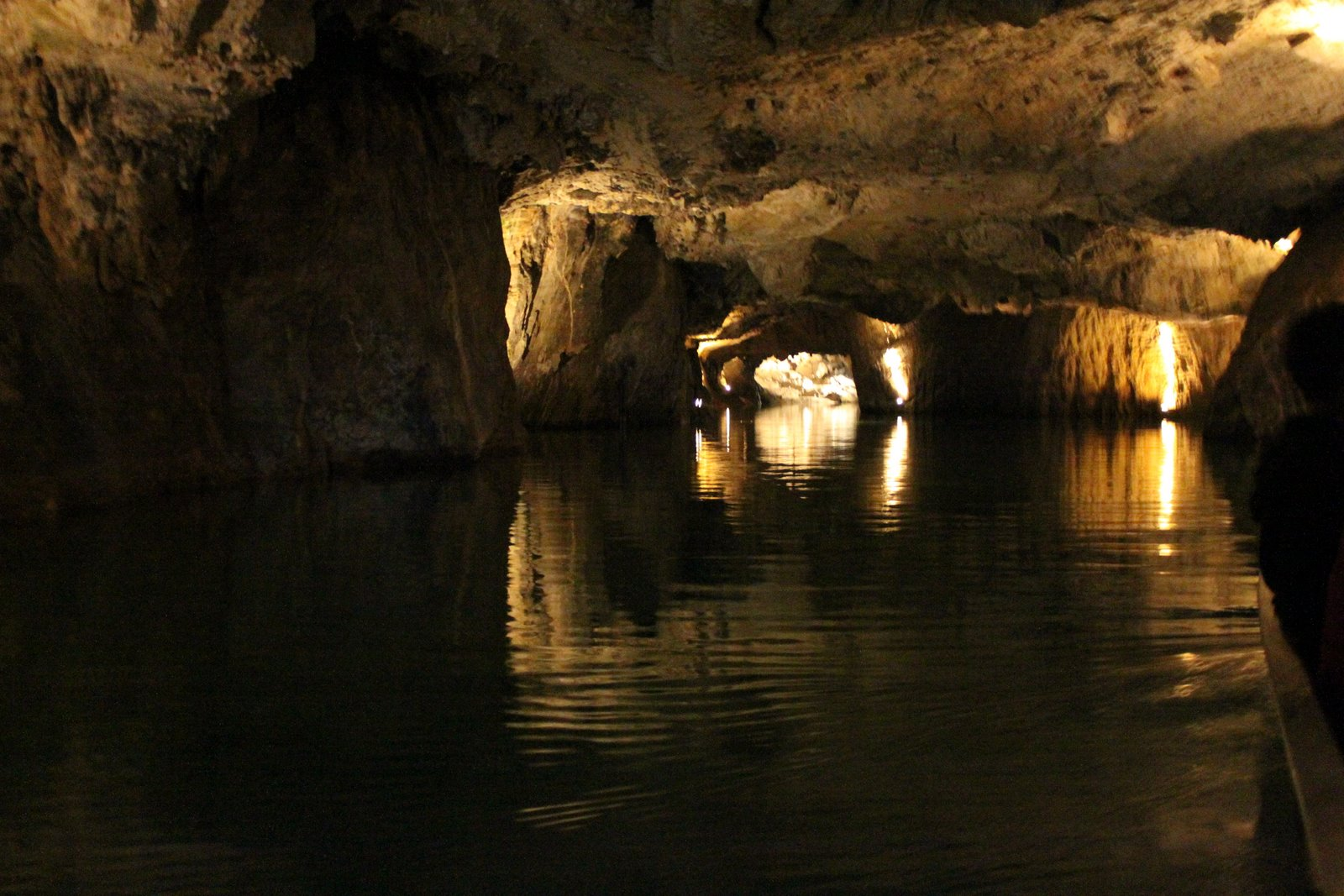
Il lago sotterraneo San Leonardo

Nel territorio comunale si trova il lago sotterraneo San Leonardo.

## Monumenti e luoghi d'interesse
- Chiesa parrocchiale cattolica di San Leonardo, eretta nel 1894[1].

## Società

### Evoluzione demografica
L'evoluzione demografica è riportata nella seguente tabella:
Abitanti censiti

## Infrastrutture e trasporti
Saint-Léonard è servito dall'omonima stazione, sulla ferrovia Losanna-Briga.

## Amministrazione
Ogni famiglia originaria del luogo fa parte del cosiddetto comune patriziale e ha la responsabilità della manutenzione di ogni bene ricadente all'interno dei confini del comune.